# Anacroneuria reedi
Anacroneuria reedi és una espècie d'insecte plecòpter pertanyent a la família dels pèrlids.

## Descripció
- L'exemplar adult fa 9,5 mm de llargària total amb una envergadura alar de 12,5.
- Els adults presenten els palps foscos, les antenes completament groguenques, la part dorsal del cap vermell groguenc amb taques més fosques al voltant dels ocels negres, els ulls compostos negres, el pronot marró fosc i rugós amb una ratlla groguenca, el mesonot groc fosc, el metanot completament groc fosc, les potes principalment groc clar, les membranes de les ales anteriors iridescents amb la nervadura groga, l'abdomen groc (tot i que esdevé més fosc vers l'àpex) i els cercs grocs clars.[4]

## Hàbitat
En el seu estadi immadur és aquàtic i viu a l'aigua dolça, mentre que com a adult és terrestre i volador.

## Distribució geogràfica
Es troba a Sud-amèrica: l'Argentina.